# Willy Irlinger
Willy Irlinger (* 22. April 1915 in Freilassing; † 16. August 1987 ebenda) war ein deutscher Politiker (SPD).

## Leben
Irlinger besuchte die Volks- und Berufsschule in Freilassing sowie die Bürgerschule in Salzburg und machte danach eine Berufsausbildung als Elektriker beim Überlandwerk. Während des Zweiten Weltkriegs arbeitete er im Arbeits-, Wehr- und Kriegsdienst bei der Nachrichtentruppe. Von 1947 bis 1972 war er hauptamtlich beim Deutschen Gewerkschaftsbund in Bad Reichenhall und Traunstein als Kreisvorsitzender tätig.

## Politik
Irlinger war Stadtrat und 2. Bürgermeister in Freilassing sowie als Kreisrat und stellvertretender Landrat im Landkreis Bad Reichenhall ehrenamtlich tätig. Von 1958 bis 1970 und nochmal von 1972 bis 1974 (als Nachrücker für Georg Kronawitter) war Irlinger Mitglied des Bayerischen Landtags.

## Auszeichnungen
Irlinger wurde am 5. Juni 1968 der Bayerische Verdienstorden verliehen.